# حفرة مبيضية
الحفرة المبيضية هي انخفاض بسيط في الجدار الجانبي للحوض حيث يوجد المبيض.
يوجد الشريان الحرقفي الظاهر والوريد الحرقفي الظاهر أعلى الحفرة، ويحيط بها الرباط العريض الرحمي من الأمام والأسفل، ويوجد الحالب والشريان والوريد الحرقفيين الغائرين في الخلف، كما يوجد أسفلها الشريان والوريد والعصب السدادي.